# Bouvardia albiflora
Bouvardia albiflora là một loài thực vật có hoa trong họ Thiến thảo. Loài này được Borhidi & E.Martínez mô tả khoa học đầu tiên năm 2008.